# ジェーン・リムーバー
ジェーン・リムーバー（英: Jane Remover, 2003年9月26日 - ）は、アメリカ合衆国のミュージシャン、DJ、音楽プロデューサー。2021年にデビューアルバム『Frailty』、2023年にセカンドアルバム『Census Designated』、2025年にサードアルバム『Revengeseekerz』をリリースした。
以前にはdltzkの名義で活動していたが、2022年に自身がトランス女性であることを公表した際、前名義をデッドネームとして取り消して、現在の名義を発表した（→詳細）。2024年9月には「私はこれといって代名詞にこだわらない。」と語り、2025年5月のInstagram上の投稿では自身をノンバイナリーと表現している。
ジェーンがleroyの名義でリリースしたアルバム『Dariacore』とその後の一連のリリースは、SoundCloud上のアーティストらに影響を与え、マイクロジャンルを形成した。このマイクロジャンルは、アルバム名と同じく「dariacore」と呼ばれている。
また、venturingの名義でも、2025年にアルバム『Ghostholding』をリリースしている。

## 略歴
双子の姉妹と共にニュージャージー州ニューアークで生まれ、幼少期を過ごした後、2011年頃にニュージャージー州クラークへ転居した 。ニュージャージー大学に1学期の間通っていたが、音楽活動に専念するために退学した。

## 活動

### 初期からdltzkまで
ジェーンの音楽制作への関心は2011年に遡る。当時はスクリレックス、キル・ザ・ノイズ、ヴァーチャル・ライオットなど、ダブステップジャンルのアーティストらに影響を受け、『iMaschine』などのアプリを使ってスマートフォン上で音楽制作を楽しんでいた。2010年代半ばにはGarageBandで様々なエレクトロニック・ダンス・ミュージックを制作するようになり、ポーター・ロビンソンなどのアーティストにも影響を受けた。そして、2018年頃にFL Studioを入手し、トリッピー・レッド、アール・スウェットシャツ、タイラー・ザ・クリエイターといったアーティストに影響を受けて、単なる電子音楽というよりはトラップ中心の音楽性へと転換する。その後には楽曲提供を行うようになり、PlanetZeroやGraveem1ndといった複数のSoundCloudコレクティブの一員として活動する。この時、制作スタイルは徐々にデジコアの志向を強めていった。
2019年後半、ジェーンはSoundCloudにおいてインディーズとしてのリリースをはじめた。ソロとして最初のリリースの1つである「What's My Age Again?」はTwitter上で注目を集めた。デビューEPである『Teen Week』は、dltzkの名義で2021年2月26日にリリースされた。同アルバムの楽曲「Homeswitcher」はkmoeをフィーチャリングしており、SoundCloudにおいてリリース後2週間以内に10万再生を達成した。
アルバム未収録のシングルがいくつかリリースされたのちに、2021年6月、デビュー・スタジオ・アルバム『Frailty』のリリースが発表された。「How to Lie」、「Pretender」、「Search Party」のシングルリリースの後、アルバム全体は2021年11月12日にdeadAir Recordsからリリースされた。同アルバムはPitchforkなどの様々なメディアから称賛され、同誌は『2021年のベスト・アルバム50選』において、47位にこのアルバムを選出している。

### Jane Removerへの改名以降
2022年6月27日、シングル「Royal Blue Walls」のリリースに際し、ジェーンは「dltzkという名義は、私にとってしっくりきたことがない。」「それは私に、人生の忘れてしまいたいような時期のことを思い出させる。」と語り、新たな名義として『Jane Remover』を名乗った。また、1年前にリリースした『Teen Week』の内容について自身が違和感を覚えはじめたために、数週間以内にいくつかの楽曲を撤回するとも発表した。この変更は2022年10月10日に行われ、EPから4曲が削除された。 Jane Remover名義での2枚目のシングル「Contingency Song」は、2022年11月16日にリリースされた。
ジェーンは2022年11月26日から12月20日までBrakenceのHypochondriac Tourのオープニングアクトを務めた。また、2023年3月から2024年12月まで、NTS Radioの公式なレジデントDJとして月1回・1時間のDJセット「Wait Watch This」を同局のセカンドチャンネルにおいて披露していた。
2023年8月23日、ジェーンは同年10月20日にリリースされたセカンドアルバム『Census Designated』からのシングル「Lips」をリリースした。9月20日には、アルバムの表題曲「Census Designated」がQuadeca監督のミュージックビデオと共にリリースされた。Pitchforkは、ジェーンが以前『Teen Week』で行ったようなビットクラッシングやサンプリングの手法からこのアルバムは遠ざかっており、「シューゲイザーとベッドルーム・ポップが熱狂的に突然変異」したかのような「ゆっくりとしたビルドアップと耳をつんざくようなノイズのクライマックスが特徴的なエクスペリメンタル・ロック」へと方向転換したと評し、またその変遷をエセル・ケイン、マイ・ブラッディ・ヴァレンタイン、スロウダイヴ、yeuleといったミュージシャンたちと比較した。
2024年2月、ジェーンは同じレーベルに所属するQuannnicと共同ヘッドライナーでの「Designated Dreams」ツアーを開始した。アメリカ国内で全12公演を行い、前年にリリースされたジェーンの『Census Designated』とQuannnicの『Stepdream』という両アーティストのアルバムを互いにプロモーションした。
2024年8月から9月にかけて、ジェーンはJPEGMafiaのLay Down My Lifeツアーのオープニングアクトを務めた。
2024年12月、ジェーンは初の単独ヘッドライナーツアーとなる「Turn Up or Die」ツアーを発表した。このツアーにはDazegxd、そして特別ゲストとしてd0llywood1とLucy Bedroqueが出演した。
2025年1月1日、3枚目のスタジオアルバム『Revengeseekerz』が、リードシングルである「JRJRJR」のリリースと共に発表された。2月26日にはシングル「Dancing with your eyes closed」がリリースされた。アルバムは2025年4月4日にリリースされ、ダニー・ブラウンのフィーチャリングを含む12曲が収録されている。
2025年5月16日、同年7月26日に開催を予定しているフジロックフェスティバル'25の2日目に出演・来日することが発表された。

### leroy
leroyはジェーンの別のプロジェクトであり、この名義ではサンプリングを多用したEDMのマッシュアップ楽曲がリリースされていた。楽曲には2010年代のポピュラー音楽やバイラル・ビデオ、さらにはジェーン自身の楽曲まで幅広いサウンドがサンプリングされていた。『Dariacore』という名前にナンバリングを加えたタイトルで複数のアルバムが制作され、その最初のアルバムは2021年5月14日にリリースされている。
アルバムの名前はテレビアニメ『ダリア』に由来するが、楽曲との関連性は、カバーアートにそのアニメのスクリーンショットが使われていることのみである。しかしこれによってか、一連の楽曲でジェーンが用いた個性的なサウンドに影響を受けた新しいアーティストたちは、別の子供向けアニメをカバーアートにして「dariacore」のハッシュタグを使い楽曲を投稿しはじめた。このジャンルは、『The Fader』のラファエル・ヘルファンドによって「ハイパーポップのばかげた風潮を、論理的な解決へと導いた」と評された。2020年12月から2022年5月にかけて3枚のアルバムがリリースされた後、2022年6月に『leroy & dltzk Memorial Service（leroyとdltzkの告別式）』と名付けられたDJミックスをリリースし、その終了を示唆した。
2023年7月21日、leroy名義で4枚目のアルバム『Grave Robbing』がリリースされ、アルバムはNTS Radioで初公開された。
2025年6月2日、シングル『XO TOUR LLIF3』がSoundCloud上でリリースされた。
2025年6月18日、シングル『I DID THIS FOR US』がSoundCloud上でリリースされた。

### venturing
venturingはジェーンの別のプロジェクトであり、それは当初、架空のインディー・ロック・バンドというコンセプトだった。2022年から2023年にかけていくつかのトラックがSoundCloud上でリリースされたのち、2023年5月19日にデビューEPである『Arizona』を各音楽ストリーミングサービス上でリリースされた。
2024年12月5日、デビューアルバムとして『Ghostholding』が発表され、2025年2月14日にリリースされた。

## ツアー

### ヘッドライナー
- Designated Dreams Tour (with Quannnic（英語版）) (2024)[24]
- Turn Up or Die Tour (with Dazegxd, D0llywood1, and Lucy Bedroque) (2025)[26]

### オープニングアクト
- The Hypochondriac Tour (with Brakence（英語版）) (2022)[19]
- Lay Down My Life Tour (with JPEGMafia（英語版） and RXKNephew（英語版）) (2024)[25]

## ディスコグラフィー
スタジオアルバム
- 『Frailty』（2021年）
- 『Census Designated』（2023年）
- 『Revengeseekerz』（2025年）